# Campeonato NORCECA de Voleibol Femenino de 2009
El Campeonato NORCECA de Voleibol Femenino 2009 fue la XXI edición del máximo torneo de selecciones femeninas de voleibol pertenecientes a la Confederación de Norteamérica, Centroamérica y el Caribe de Voleibol (NORCECA), se llevó a cabo del 22 al 27 de septiembre de 2009 en Bayamón, Puerto Rico.
El campeón clasifica al torneo de cierre de temporada  de la FIVB, la Copa Mundial de Grandes Campeones de Voleibol Femenino FIVB 2009 en noviembre en Japón.

## Equipos participantes
| Grupo A              | Grupo B        |
| -------------------- | -------------- |
| República Dominicana | Cuba           |
| Puerto Rico          | Estados Unidos |
| Canadá               | México         |
| Trinidad y Tobago    | Costa Rica     |

## Procedimiento de desempate
1. Número de partidos ganados
2. Puntos de partido
3. Proporción de puntos
4. Proporción de sets
5. Resultado del último partido entre los equipos empatados

- 2 puntos de partido para el ganador, 1 punto de partido para el perdedor.

## Ronda preliminar
- Del 22 al 24 de septiembre
- Sede:  Rubén Rodríguez
- Todos los horarios corresponden a la hora de Bayamón, Puerto Rico ( UTC-04:00 )

|  | Calificadas para Semifinales        |
|  | Calificadas para cuartos de final   |
|  | Clasificación del 5.° al 8.° puesto |

### Grupo A
|     |                   | Partidos | Partidos | Partidos |     | Sets | Sets | Sets  | Puntos | Puntos | Puntos |
| Pos | Equipo            | PJ       | PG       | PP       | Pts | SG   | SP   | Ratio | PG     | PP     | Ratio  |
| --- | ----------------- | -------- | -------- | -------- | --- | ---- | ---- | ----- | ------ | ------ | ------ |
| 1.º | Rep. Dominicana   | 3        | 3        | 0        | 6   | 9    | 1    | 9.000 | 253    | 180    | 1.406  |
| 2.º | Puerto Rico       | 3        | 2        | 1        | 5   | 7    | 3    | 2.333 | 239    | 219    | 1.091  |
| 3.º | Canadá            | 3        | 1        | 2        | 4   | 3    | 6    | 0.500 | 203    | 205    | 0.990  |
| 4.º | Trinidad y Tobago | 3        | 0        | 3        | 3   | 0    | 9    | 0.000 | 134    | 225    | 0.596  |

| Fecha            | Hora  | Equipo 1        | Sets  | Equipo 2          | Set 1 | Set 2 | Set 3 | Set 4 | Set 5 | Total  |
| ---------------- | ----- | --------------- | ----- | ----------------- | ----- | ----- | ----- | ----- | ----- | ------ |
| 22 de septiembre | 18:00 | Canadá          | 0 : 3 | Rep. Dominicana   | 20-25 | 22-25 | 20-25 |       |       | 62-75  |
| 22 de septiembre | 20:00 | Puerto Rico     | 3 : 0 | Trinidad y Tobago | 25-18 | 25-15 | 25-17 |       |       | 75-50  |
| 23 de septiembre | 16:00 | Rep. Dominicana | 3 : 0 | Trinidad y Tobago | 25-12 | 25-10 | 25-7  |       |       | 75-29  |
| 23 de septiembre | 20:00 | Canadá          | 0 : 3 | Puerto Rico       | 22-25 | 23-25 | 21-25 |       |       | 66-75  |
| 24 de septiembre | 14:00 | Canadá          | 3 : 0 | Trinidad y Tobago | 25-20 | 25-16 | 25-19 |       |       | 75'-55 |
| 24 de septiembre | 20:00 | Puerto Rico     | 1 : 3 | Rep. Dominicana   | 21-25 | 30-28 | 16-25 | 22-25 |       | 89-103 |

### Grupo B
|     |                | Partidos | Partidos | Partidos |     | Sets | Sets | Sets  | Puntos | Puntos | Puntos |
| Pos | Equipo         | PJ       | PG       | PP       | Pts | SG   | SP   | Ratio | PG     | PP     | Ratio  |
| --- | -------------- | -------- | -------- | -------- | --- | ---- | ---- | ----- | ------ | ------ | ------ |
| 1.º | Cuba           | 3        | 3        | 0        | 6   | 9    | 3    | 3.000 | 275    | 213    | 1.291  |
| 2.º | Estados Unidos | 3        | 2        | 1        | 5   | 8    | 3    | 2.667 | 252    | 173    | 1.457  |
| 3.º | México         | 3        | 2        | 1        | 4   | 3    | 7    | 0.429 | 184    | 239    | 0.770  |
| 4.º | Costa Rica     | 3        | 0        | 3        | 3   | 2    | 9    | 0.222 | 187    | 273    | 0.685  |

| Fecha            | Hora  | Equipo 1       | Sets  | Equipo 2   | Set 1 | Set 2 | Set 3 | Set 4 | Set 5 | Total   |
| ---------------- | ----- | -------------- | ----- | ---------- | ----- | ----- | ----- | ----- | ----- | ------- |
| 22 de septiembre | 14:00 | Estados Unidos | 3 : 0 | México     | 25-18 | 25-10 | 25-13 |       |       | 75-41   |
| 22 de septiembre | 16:00 | Cuba           | 3 : 1 | Costa Rica | 25-14 | 25-10 | 22-25 | 25-20 |       | 97-69   |
| 23 de septiembre | 14:00 | Costa Rica     | 1 : 3 | México     | 26-28 | 25-23 | 19-25 | 19-25 |       | 89-101  |
| 23 de septiembre | 18:00 | Estados Unidos | 2 : 3 | Cuba       | 25-19 | 25-16 | 16-25 | 26-28 | 10-15 | 102-103 |
| 24 de septiembre | 16:00 | Cuba           | 3 : 0 | México     | 25-15 | 25-13 | 25-14 |       |       | 75-42   |
| 24 de septiembre | 18:00 | Estados Unidos | 3 : 0 | Costa Rica | 25-7  | 25-10 | 25-13 |       |       | 75-30   |

## Ronda final
- Del 25 al 27 de septiembre
- Sede:  Rubén Rodríguez
- Todos los horarios corresponden a la hora de Bayamón, Puerto Rico ( UTC-04:00 )

|  | 5° y 6° lugar | 5° y 6° lugar     | 5° y 6° lugar |  |  | Semifinales 5°-8° lugar | Semifinales 5°-8° lugar | Semifinales 5°-8° lugar |  |  | Cuartos de final | Cuartos de final | Cuartos de final |  |  | Semifinales | Semifinales     | Semifinales |  |  | Final        | Final           | Final        |
|  |               |                   |               |  |  |                         |                         |                         |  |  |                  |                  |                  |  |  |             |                 |             |  |  |              |                 |              |
|  |               |                   |               |  |  | 3A                      | Canadá                  | 3                       |  |  |                  |                  |                  |  |  | 1A          | Rep. Dominicana | 3           |  |  |              |                 |              |
|  |               |                   |               |  |  | 4B                      | Costa Rica              | 0                       |  |  | 2B               | Estados Unidos   | 3                |  |  | 2B          | Estados Unidos  | 2           |  |  |              |                 |              |
|  | 3A            | Canadá            | 3             |  |  |                         |                         |                         |  |  | 3A               | Canadá           | 1                |  |  |             |                 |             |  |  | 1A           | Rep. Dominicana | 3            |
|  | 3B            | México            | 0             |  |  |                         |                         |                         |  |  |                  |                  |                  |  |  |             |                 |             |  |  | 2B           | Puerto Rico     | 2            |
|  |               |                   |               |  |  | 3B                      | México                  | 3                       |  |  |                  |                  |                  |  |  | 1B          | Cuba            | 2           |  |  |              |                 |              |
|  | 7° y 8° lugar | 7° y 8° lugar     | 7° y 8° lugar |  |  | 4A                      | Trinidad y Tobago       | 0                       |  |  | 2A               | Puerto Rico      | 3                |  |  | 2A          | Puerto Rico     | 3           |  |  | Tercer lugar | Tercer lugar    | Tercer lugar |
|  |               |                   |               |  |  |                         |                         |                         |  |  | 3B               | México           | 0                |  |  |             |                 |             |  |  |              |                 |              |
|  | 4B            | Costa Rica        | 3             |  |  |                         |                         |                         |  |  |                  |                  |                  |  |  |             |                 |             |  |  | 2B           | Estados Unidos  | 2            |
|  | 4A            | Trinidad y Tobago | 0             |  |  |                         |                         |                         |  |  |                  |                  |                  |  |  |             |                 |             |  |  | 1B           | Cuba            | 3            |

### Cuartos de final
| Fecha            | Hora  | Equipo 1       | Sets  | Equipo 2 | Set 1 | Set 2 | Set 3 | Set 4 | Set 5 | Total |
| ---------------- | ----- | -------------- | ----- | -------- | ----- | ----- | ----- | ----- | ----- | ----- |
| 25 de septiembre | 18:00 | Estados Unidos | 3 : 1 | Canadá   | 17-25 | 25-10 | 25-23 | 25-21 |       | 92-79 |
| 25 de septiembre | 20:00 | Puerto Rico    | 3 : 0 | México   | 25-11 | 25-15 | 25-15 |       |       | 75-41 |

### Clasificación 5°-8° puesto
| Fecha            | Hora  | Equipo 1          | Sets  | Equipo 2 | Set 1 | Set 2 | Set 3 | Set 4 | Set 5 | Total |
| ---------------- | ----- | ----------------- | ----- | -------- | ----- | ----- | ----- | ----- | ----- | ----- |
| 26 de septiembre | 14:00 | Trinidad y Tobago | 0 : 3 | México   | 20-25 | 16-25 | 16-25 |       |       | 52-75 |
| 26 de septiembre | 16:00 | Costa Rica        | 0 : 3 | Canadá   | 17-25 | 16-25 | 22-25 |       |       | 55-75 |

### Semifinales
| Fecha            | Hora  | Equipo 1        | Sets  | Equipo 2       | Set 1 | Set 2 | Set 3 | Set 4 | Set 5 | Total   |
| ---------------- | ----- | --------------- | ----- | -------------- | ----- | ----- | ----- | ----- | ----- | ------- |
| 26 de septiembre | 18:00 | Rep. Dominicana | 3 : 2 | Estados Unidos | 21-25 | 26-24 | 10-25 | 25-20 | 21-19 | 109-113 |
| 26 de septiembre | 20:00 | Cuba            | 2 : 3 | Puerto Rico    | 25-21 | 23-25 | 17-25 | 25-20 | 19-21 | 109-112 |

### Séptimo puesto
| Fecha            | Hora  | Equipo 1          | Sets  | Equipo 2   | Set 1 | Set 2 | Set 3 | Set 4 | Set 5 | Total |
| ---------------- | ----- | ----------------- | ----- | ---------- | ----- | ----- | ----- | ----- | ----- | ----- |
| 27 de septiembre | 12:00 | Trinidad y Tobago | 0 : 3 | Costa Rica | 18-25 | 22-25 | 23-25 |       |       | 63-75 |

### Quinto puesto
| Fecha            | Hora  | Equipo 1 | Sets  | Equipo 2 | Set 1 | Set 2 | Set 3 | Set 4 | Set 5 | Total |
| ---------------- | ----- | -------- | ----- | -------- | ----- | ----- | ----- | ----- | ----- | ----- |
| 27 de septiembre | 14:00 | México   | 0 : 3 | Canadá   | 22-25 | 21-25 | 19-25 |       |       | 62-75 |

### Tercer puesto
| Fecha            | Hora  | Equipo 1       | Sets  | Equipo 2 | Set 1 | Set 2 | Set 3 | Set 4 | Set 5 | Total   |
| ---------------- | ----- | -------------- | ----- | -------- | ----- | ----- | ----- | ----- | ----- | ------- |
| 27 de septiembre | 16:00 | Estados Unidos | 2 : 3 | Cuba     | 25-17 | 25-16 | 26-28 | 16-25 | 11-15 | 103-101 |

### Final
| Fecha            | Hora  | Equipo 1        | Sets  | Equipo 2    | Set 1 | Set 2 | Set 3 | Set 4 | Set 5 | Total   |
| ---------------- | ----- | --------------- | ----- | ----------- | ----- | ----- | ----- | ----- | ----- | ------- |
| 27 de septiembre | 18:00 | Rep. Dominicana | 3 : 2 | Puerto Rico | 19-25 | 25-23 | 16-25 | 32-30 | 15-8  | 107-111 |

## Posiciones finales
| Pos.              | Equipo               |
| ----------------- | -------------------- |
| Medalla de oro    | República Dominicana |
| Medalla de plata  | Puerto Rico          |
| Medalla de bronce | Cuba                 |
| 4                 | Estados Unidos       |
| 5                 | Canadá               |
| 6                 | México               |
| 7                 | Costa Rica           |
| 8                 | Trinidad y Tobago    |

| \| \| \| \| \| Campeón República Dominicana[2] 1.er título \| Plantel: 1 Annerys Victoria Vargas Valdéz, 3 Lisvel Elisa Eve-Castillo, 5 Brenda Castillo, 6 Ana Yorkira Binet Stephens, 7 Niverka Dharlenis Marte Frica, 8 Cándida Estefany Arias Pérez, 10 Milagros Cabral De la Cruz , 11 Jeoselyna Rodríguez Santos, 12 Karla Miguelina Echenique, 14 Prisilla Altagracia Rivera Brens, 17 Gina Altagracia Mambrú Casilla, 18 Bethania De la Cruz Peña. Entrenador: Marcos Kwiek |
| |
| |
| Campeón República Dominicana 1.er título |

|                                          |
|                                          |
| Campeón República Dominicana 1.er título |

## Distinciones individuales
| Categoría                   | Ganadora                         |
| --------------------------- | -------------------------------- |
| Jugadora Más Valiosa (MVP)  | Prisilla Altagracia Rivera Brens |
| Mejor colocadora / armadora | Vilmarie Mojica                  |
| Mejor líbero                | Brenda Castillo                  |
| Mayor anotadora             | Áurea Esther Cruz Dalmau         |
| Mejor atacante              | Nancy Jean Metcalf               |
| Mejor bloqueadora           | Nancy Carillo de la Paz          |
| Mejor servidora             | Yanelis Santos Allegne           |
| Mejor defensora             | Brenda Castillo                  |
| Mejor receptora             | Brenda Castillo                  |
| Premio Estrella Naciente    | Wilma Salas Rosell               |